# MÁV II

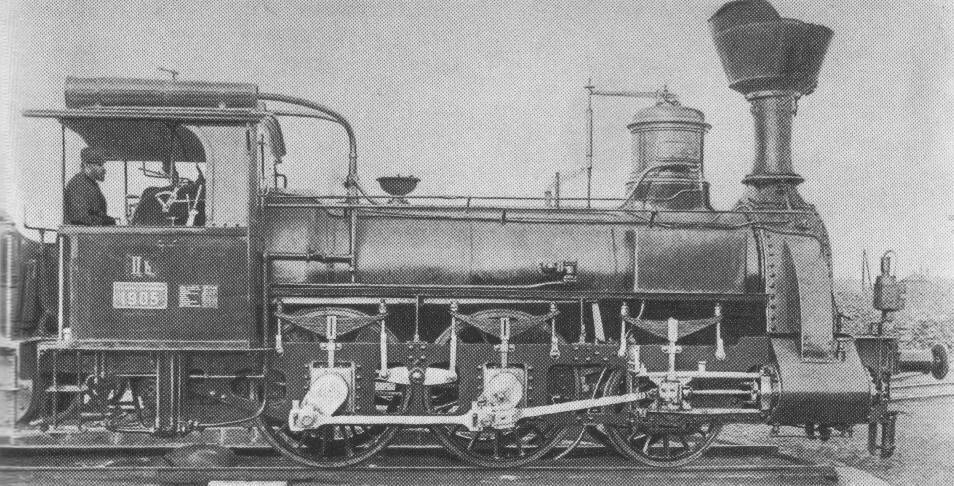
Паротяг MÁV II

MÁV II — пасажирсько-вантажний паротяг, що використовувався на приватних і державних залізницях Австро-Угорської імперії.

## Історія
Паротяги MÁV II використовували на залізницях:
- Угорська державна залізниця (MÁV) — 9 шт. (1869–1870), № 27, 32–34, 88, 92, 105–107
- Угорська північно-східна залізниця (MÉKV) — 21 шт. (1869–1873), № 1—21
- Угорська Східна залізниця (MKV) — 17 шт. (1870—1873), №11–27
- Угорська Західна залізниця (MNyV) — 8 шт. (1870—1872), №1–8
- Перша Семигородська залізниця (EEV) — 3 шт. (1872), №36–38
- Львівсько-Чернівецько-Ясська залізниця (LCJE) — 4 (1873), серія IIId, №28"—31", №128—131 (1878) та імена LOT, GWIAZDA, SIŁA, POSTEP
- Залізниця Кошице — Богумін (Oderberger) (KsOd) 6 (1873), №3–8
- Перша угорсько-галицька залізниця (EUGE) — 4 (1874), серія ІІ №8", 9", 21", 22"
- Вагська залізниця (VVV) — 3 (1876—1877), №1–3

При націоналізації залізниць наприкінці ХІХ ст. більшість з них відійшла до Угорської залізниці. Частина з них була списана до 1914 р. Після війни 3 паротяги потрапили до ПДЗ (використовувались до 1926), один до АФЗ (до 1925), більше 1 до ЧСДЗ.

### Технічні дані паротяга MÁV II
|                                 |                                   |
| Розміри                         | Параметри                         |
| Роки випуску                    | 1869–1885                         |
| Країна-виробник                 | Австро-Угорська імперія           |
| Завод-виробник                  | Wiener Neustädter Lokomotivfabrik |
| Ширина колії                    | 1435 mm                           |
| Тип                             | 1B n2                             |
| Кількість циліндрів             | 2                                 |
| Діаметр циліндрів               | 400 мм                            |
| Хід поршня                      | 632 мм                            |
| Діаметр рухомих коліс           | 1.516 мм                          |
| Діаметр підтримуючих коліс      | 1.175–1.180 мм                    |
| Загальна колісна база           | 3.160 мм                          |
| Загальна колісна база×Тендер    | 10.470 мм                         |
| Тип паророзподільчого механізму | Стефенсона                        |
| Тиск пари                       | 8,5 атм.                          |
| Випаровуюча поверхня котла      | 128,4 м²                          |
| Площа колосникових ґрат         | 1,55 м²                           |
| Тендер                          | kkStB Tenderreihe 40              |
| Маса паротяга порожнього        | 30,8 т                            |
| Маса паротяга робоча            | 34,0 т                            |
| Зчіпна маса локомотива          | 23,0 т                            |
|                                 |                                   |